# 小花秋海棠
小花秋海棠（学名：Begonia peii）是秋海棠科秋海棠属的植物，为中国的特有植物。分布于中国大陆的云南等地，生长于海拔1,000米的地区，见于石灰岩上，目前已由人工引种栽培。